# Gustavo Bobadilla
Gustavo Adolfo Bobadilla Orrego (Villa Morra, Asunción, el 17 de febrero de 1959) es un exfutbolista y actual director técnico paraguayo. Actualmente como parte del cuerpo técnico de fútbol del Club Mushuc Runa de Ecuador.

## Biografía
Sus inicios como futbolista se dan en el Club General Genes de Villa Morra, para luego ser fichado al Club Olimpia donde se consagra Campeón de la Copa Libertadores 1979 siendo el arquero suplente. Pasó por el club Sol de América, Atlético Colegiales y Club Sportivo Luqueño y en 1993 fue al Club Melgar de Arequipa Perú donde realiza una gran campaña.
Como entrenador hizo su debut en la Liga Alteña de Fútbol donde obtuvo el título de Campeón. Su recorrido por el fútbol tanto como jugador, entrenador, integrante del cuerpo técnico, entrenador de arqueros y seleccionador le otorgaron un amplio conocimiento y experiencia sobre el fútbol.

## Clubes

### Como entrenador
| Año  | Club                                           | País      | Puesto                                   |
| ---- | ---------------------------------------------- | --------- | ---------------------------------------- |
| 2025 | Club Mushuc Runa                               | Ecuador   | ?                                        |
| 2024 | Club Mushuc Runa                               | Ecuador   | ?                                        |
| 2024 | Club El Nacional de Quito                      | Ecuador   | ?                                        |
| 2023 | Club General Caballero de Juan Leon Mallorquin | Paraguay  | ?                                        |
| 2023 | Club Sol de América                            | Paraguay  | ?                                        |
| 2021 | 2 de Mayo                                      | Paraguay  | ?                                        |
| 2018 | Club General Caballero de Juan Leon Mallorquín | Paraguay  | Campeón                                  |
| 2018 | Club 25 de Noviembre de Altos                  | Paraguay  | Campeón                                  |
| 2017 | Club 22 setiembre                              | Paraguay  | Campeón                                  |
| 2017 | Club River Plate                               | Paraguay  |                                          |
| 2016 | Club 22 de Setiembre - Nacional B              | Paraguay  | Campeón                                  |
| 2015 | Club 25 de Noviembre Liga Alteña               | Paraguay  | Campeón                                  |
| 2015 | Independiente de Campo Grande                  | Paraguay  |                                          |
| 2014 | Resistencia Sport Club                         | Paraguay  | Tercer puesto                            |
| 2014 | Club 25 de Noviembre Liga Alteña               | Paraguay  | Subcampeón                               |
| 2013 | Club Olimpia Reserva                           | Paraguay  |                                          |
| 2012 | Selección sub-20                               | Guatemala |                                          |
| 2008 | FBC Melgar                                     | Perú      |                                          |
| 2003 | Club Deportivo Recoleta                        | Paraguay  |                                          |
| 2000 | Tacuary                                        | Paraguay  |                                          |
| 2000 | Club Olimpia Sub-20                            | Paraguay  | Vicecampeón                              |
| 1997 | Club Sol de América Sub-22                     | Paraguay  | Vicecampeón                              |
| 1995 | Club Olimpia Sub-15                            | Paraguay  | Vicecampeón Mundialito Tahuichi Aguilera |
| 1995 | Club Guaraní Sub-22                            | Paraguay  | Vicecampeón                              |
| 1994 | Liga Alteña de fútbol                          | Paraguay  | Campeón                                  |

### Como director general
| Club                                                  | País     | Año       |
| ----------------------------------------------------- | -------- | --------- |
| Club Olimpia Divisiones Inferiores                    | Paraguay | 2009      |
| River Plate Filial de Argentina Divisiones Inferiores | Paraguay | 2010      |
| Club General Genes                                    | Paraguay | 2002-2006 |
| Club General Genes                                    | Paraguay | 1988-1989 |
| Escuela de Fúbol del Garden Club Paraguayo            | Paraguay | 2004      |

### Como jugador
| Club                            | País     | Año  | Puesto                             |
| ------------------------------- | -------- | ---- | ---------------------------------- |
| FBC Melgar                      | Perú     | 1993 | Cuarto puesto                      |
| Club Sportivo Luqueño           | Paraguay | 1992 | Tercer puesto                      |
| Club Sportivo Luqueño           | Paraguay | 1991 |                                    |
| Club Centro Deportivo Municipal | Perú     | 1991 | Quinto Puesto                      |
| Club Atlético Colegiales        | Paraguay | 1990 | Tercer puesto                      |
| Club Atlético Colegiales        | Paraguay | 1988 | Subcampeón                         |
| Club Olimpia                    | Paraguay | 1988 | Campeón                            |
| Club Olimpia                    | Paraguay | 1987 | Subcampeón                         |
| Club Olimpia                    | Paraguay | 1986 | Tercer puesto                      |
| Club Olimpia                    | Paraguay | 1985 | Campeón                            |
| Club Sol de América             | Paraguay | 1984 | Tercer puesto                      |
| Selección Paraguaya             | Paraguay | 1984 | Eliminatorias para el Mundial 1986 |
| Liga San Pedro                  | Paraguay | 1983 | Campeón                            |
| Club Olimpia                    | Paraguay | 1982 | Campeón                            |
| Club Olimpia                    | Paraguay | 1981 | Campeón Sudamericano Quito         |
| Club Olimpia                    | Paraguay | 1980 | Campeón                            |
| Club Olimpia                    | Paraguay | 1979 | Campeón de América y del Mundo     |

## Escuelas de Fútbol
Se desempeñó como profesor de varias escuelas de fútbol, en clubes y colegios.
| Equipo                   | País     | Año       | Puesto                              |
| ------------------------ | -------- | --------- | ----------------------------------- |
| Garden Club              | Paraguay | 2003-2004 | Campeón Apertura                    |
| Garden Club Sub-15       | Paraguay | 1998      | Campeón Mundialito La Florida Chile |
| Club Centenario Infantil | Paraguay | 2003-2004 | Vicecampeón Apertura                |
| Club Centenario Femenino | Paraguay | 2004      |                                     |
| Colegio San Andrés       | Paraguay | 2003      |                                     |
| American College         | Paraguay | 2002-2003 |                                     |
| Club Centenario La Juve  | Paraguay | 2015      |                                     |